# Pratt & Whitney JT4

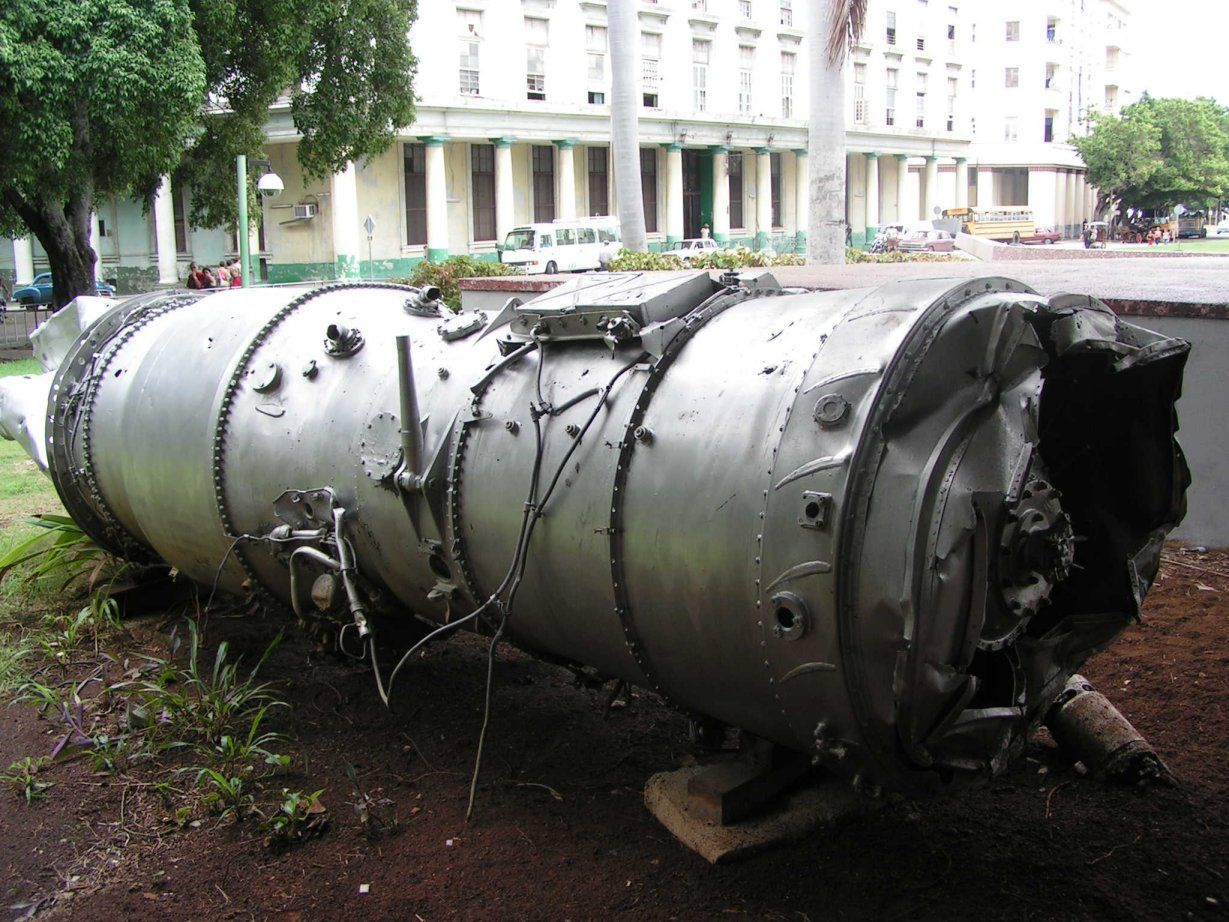
Teil eines Pratt & Whitney J75

Das Pratt & Whitney JT4 (militärische Bezeichnung Pratt & Whitney J75) ist ein Strahltriebwerk des amerikanischen Herstellers Pratt & Whitney. Es handelt sich um ein Zweiwellen-Turbostrahltriebwerk in axialer Bauart. Zwischen 1956 und 1967 wurde es in größeren Serien gefertigt.
Die Entwicklung begann 1951 und dauerte bis 1954. Ziel war die Schaffung eines leistungsfähigen Antriebs für die Überschallflugzeuge der ersten Generation von US-Marine und Luftwaffe. In seinem grundsätzlichen Aufbau und bei den Komponenten zur Steuerung, Kraftstoffversorgung und Schmierung glich es dem kleineren Pratt & Whitney J57. Der Kraftstoff wurde durch je sechs Kraftstoffdüsen in acht einzelne, rund um das Verdichtergehäuse angeordnete Brennrohre eingespritzt. Die militärische Variante konnte sowohl mit als auch ohne Nachbrenner geliefert werden. Zur weiteren Leistungssteigerung war eine Wassereinspritzung möglich. 
Das Triebwerk wurde zunächst für die Republic F-105 in Großserie produziert, kam jedoch auch bei der F-106 und der Lockheed U-2 zum Einsatz. Die ersten Prototypen der Lockheed A-12 Oxcart wurden anfangs ebenfalls mit dem J75 ausgestattet, da sich die Freigabe der ursprünglich vorgesehenen Pratt & Whitney J58 verzögerte. Der erste Flug mit einem Pratt & Whitney YJ75-P-3 fand 1955 in einer F-105 statt. Dieses Vorserienmuster lieferte einen Trockenschub von 71,2 kN. Das leistungsfähigste Serientriebwerk J75-P-19W gab mit Nachbrenner und Wassereinspritzung bereits 118 kN Schub ab. Die Gesamtlänge dieser Ausführung betrug mit Nachbrenner und Schubrohr 6,1 m. Angelassen wird das Triebwerk mit Druckluft, hat aber auch eine pyrotechnische Starteinrichtung, die vom Piloten bedient werden kann. Damit kann die nötige Startdrehzahl innerhalb von 10 s erreicht werden.
Die zivile Variante erhielt im März 1957 ihre Zulassung für die gewerbliche Luftfahrt durch die FAA. Verwendet wurde sie in der Boeing 707-220 und -320 sowie in der Douglas DC-8-20 und -30. Alle zivilen Triebwerke wurden ohne Nachbrenner ausgeliefert.

## Technische Daten (JT4A-9)
- Niederdruckverdichter: acht Stufen
- Hochdruckverdichter: sieben Stufen
- Hochdruckturbine: eine Stufe
- Niederdruckturbine: zwei Stufen
- Durchmesser: 1092 mm
- Länge: 3680 mm
- Gewicht: 2291 kg
- Schub: 74,7 kN bei 8000 min-1
- Druckverhältnis 12:1
- Luftmassendurchsatz: 113 kg/s